# Мэгуряну, Вирджил
Вирджил Мэгуряну (рум. Virgil Măgureanu; 19 марта 1941, Джиуртелеку-Хододулуй, Сату-Маре) — румынский научный деятель, профессор-социолог, в СРР — член РКП и негласный функционер Секуритате, в 1989 — участник декабрьской революции, активный член ФНС. Один из организаторов суда и казни Николае и Елены Чаушеску. При президенте Илиеску — первый директор Румынской службы информации (SRI). Отстранён от руководства спецслужбой президентом Константинеску. После отставки преподавал в Бухарестском университете, возглавлял РНП, занимался бизнесом. Привлечён к судебной ответственности за участие в подавлении Голаниады.

## Происхождение и связи
Родился в семье крестьянина из трансильванских венгров. При рождении получил имя Имре Асталош. В 1952 его отец был арестован Секуритате за сопротивление насильственной коллективизации. По этой причине сам он в 1955 не был принят в военное училище.
В 1962 подписал обязательство информировать Секуритате. Впоследствии объяснил это желанием избавить брата, армейского офицера, от служебных неприятностей. Обязательство было подписано Вирджил Мэгуряну (Мэгуряну — девичья фамилия матери-румынки) — новое имя по паспорту. Тогда же вступил в правящую компартию РКП.

## Политолог в Секуритате
В 1964 поступил в Бухарестский университет, в 1969 окончил философский факультет. Работал научным сотрудником, преподавал социологию и политологию в Академии Штефана Георгиу (подготовка функционеров РКП). Специализировался на лекциях о неофашизме и неонацизме. Имел учёное звание профессора и научную степень доктора политических наук. В 1972 конфиденциально поступил на службу в Дирекцию внешней информации Секуритате (DIE, разведка). Имел звание капитана, имел кодовые имена Виктор Попеску и Михайлэ Михай. Куратором Мэгуряну являлся младший брат диктатора Николае Чаушеску-младший. Участвовал в составлении бюллетеней DIE, адресованных самому Николае Чаушеску — генеральному секретарю ЦК РКП и президенту СРР.
Вирджил Мэгуряну был сторонником реформирования СРР по типу китайской «политики открытости» и советской перестройки. Примыкал к группе партийно-государственных функционеров, недовольных правлением Николае Чаушеску и его семейного клана. Особенно жёстко критиковал он культ личности Чаушеску. Центром притяжения «партийной фронды» являлся бывший член ЦК РКП Ион Илиеску. Мэгуряну обсуждал с Илиеску такого рода проекты. Высказывался даже за вооружённое свержение Чаушеску, с этой целью предлагал связаться с генералом Ионом Команом (что едва ли имело смысл). Оптимальными руководителями для РКП и СРР Мэгуряну считал Иона Илиеску и Илие Вердеца.
Эти контакты были замечены Секуритате. В мае 1989 Вирджил Мэгуряну был снят с академического преподавания и направлен под полицейский надзор в Фокшани, заведовать жудецким музеем Вранчи. В результате капитан госбезопасности Мэгуряну обрёл диссидентскую репутацию.

## Участник революции
В декабре 1989 Румынская революция свергла режим Чаушеску. Вирджил Мэгуряну полностью поддержал движение. 22 декабря он участвовал в основании Фронта национального спасения (ФНС). Был избран в руководящий Совет ФНС во главе с Ионом Илиеску. 9 февраля Мэгуряну вошёл в состав нового высшего органа власти — Временного совета национального единства — также под председательством Илиеску. Впоследствии характеризовал события как стихийное народное восстание, использованное для смены власти, поддержанной СССР и США.
Мэгуряну жёстко настаивал на казни Чаушеску. Такую же позицию занимали генерал Виктор Стэнкулеску и новый куратор национальной безопасности Джелу Войкан Войкулеску. Стэнкулеску, Войкулеску и Мэгуряну сформировали военный трибунал и организовали скорый суд над Николае и Еленой Чаушеску. Заседание трибунала 25 декабря было кратким, смертный приговор определён заранее, подсудимые расстреляны сразу после объявления вердикта.
Положение новых властей сильно осложнилось уже в начале 1990. Радикальные революционные силы — непримиримые антикоммунисты, участники декабрьских боёв, члены восстановленных партий национал-либералов и национал-цэрэнистов — выступали против «неокоммунистического» ФНС. Траурный митинг в Бухаресте 12 января едва не обернулся новым кровопролитием. 18 февраля в столице произошли уличные столкновения между сторонниками и противниками ФНС. 16 — 20 марта межнациональные румыно-венгерские погромы охватили Тыргу-Муреш. Власти решили создать службу безопасности взамен расформированной Секуритате.

## Первый директор SRI

### Создание
Руководство новой спецслужбой было поручено Вирджилу Мэгуряну. Этому способствовали его известный опыт и связи. Для общественности фигура была приемлема «профессорским имиджем» и не вполне обоснованной, но «диссидентской» репутацией. 26 марта 1990 Илиеску назначил Мэгуряну директором новоучреждённой Румынской службы информации (SRI). Правительственным куратором SRI и непосредственным начальником Мэгуряну стал Войкулеску в ранге вице-премьера по безопасности. При вступлении в должность Мэгуряну отрицал прежние отношения с Секуритате, но впоследствии признал этот факт и опубликовал своё досье.
Впоследствии Мэгуряну описывал трудности создания новой спецслужбы. Привлекались армейские кадры, гражданские специалисты охраны и безопасности (преимущественно техники и юристы), активисты ФНС соответствующих наклонностей. Негласно использовались в качестве консультантов бывшие секуристы. При этом Мэгуряну и Войкулеску в целом удалось заложить основы посткоммунистической госбезопасности: сохранить и систематизировать документацию, укомплектовать штаты, структурировать функциональные и территориальные подразделения, наладить информационные каналы и оперативное функционирование работу.
В то же время профессионалы спецслужбы относились к Мэгуряну с пренебрежением, как к «философу в облаках». Большей служебной поддержкой Войкулеску и Романа пользовался начальник внешней разведки Михай Караман, ранее генерал Секуритате. Между SRI и ведомством Карамана завязалась жёсткая аппаратная конкуренция.

### Деятельность
SRI во главе с Мэгуряну участвовала в подавлении Голаниады — протестного движения против ФНС, президента Илиеску и правительства Петре Романа в апреле-июне 1990. Сотрудники отслеживали положение на Университетской площади, вычисляли активистов. 13 июня Бухарест охватили уличные столкновения, 14 — 15 июня Голаниада была подавлена при решающем силовом участии шахтёрской Минериады. Несколько человек погибли, несколько сотен были ранены.
Сам Вирджил Мэгуряну выражал недовольство растерянностью и пассивностью своих подчинённых. Однако военный прокурор Дан Войня утверждает, что сотрудники SRI руководили шахтёрскими группами, организовывали нападения на оппозиционные партии и редакции.
В октябре 1991, когда шахтёры вновь приехали в Бухарест и атаковали уже не оппозицию, а правительство Романа, их поддержали некоторые офицеры SRI. Директор Мэгуряну вынужден был провести внутрислужебное расследование и кадровую чистку. При стабилизации политического положения приоритетами SRI стали профилактика экстремизма, борьба с теневой экономикой и политизированной оргпреступностью, отстаивание территориальной целостности Румынии. Резко негативно отзывается Мэгуряну о Ласло Текеше, считает его врагом единой Румынии.
Перед президентскими выборами 1992 Мэгуряну рекомендовал Илиеску отойти от государственного руководства и сосредоточиться на укреплении политической партии — ДФНС, затем СДП. Это ухудшило между ними отношения. Однако Мэгуряну воспринимался как силовик, полностью ангажированный Илиеску и его партией. Особенно резко, с переходом на личность и откровенными ругательствами («змея в очках»), критиковал его лидер партии Великая Румыния Корнелиу Вадим Тудор. Когда на президентских выборах 1996 был избран Эмиль Константинеску, либерал и участник Голаниады, смена руководства SRI стала вопросом непродолжительного времени. 25 апреля 1997 новым директором SRI стал национал-либерал Костин Джорджеску.

## В партийной политике
После отставки Вирджил Мэгуряну вступил в небольшую умеренно-националистическую Партию новой Румынии, которую основал Овидиу Трэсня, бывший научный руководитель Мэгуряну в Академии «Штефан Георгиу». После объединения с Демократической аграрной и Христианско-либеральной партиями была учреждена Румынская национальная партия (РНП), которую возглавил Мэгуряну (с 1999 — Вьорел Катарамэ). Партия позиционировалась как центристская и рассчитывала в основном на трансильванский электорат. Политический стиль Мэгуряну оценивался как «теневой», «спецслужбистский».
К президентским и парламентским выборам 2000 РНП блокировалась с национал-консервативной Румынской партией национального единства в Национальном альянсе. Предполагалось выдвижение президентской кандидатуры Мариана Мунтяну — лидера Голаниады, жестоко избитого и арестованного в июне 1990. Союз Мунтяну с Мэгуряну выглядел странно, первый не раз обвинял второго в кровавой расправе над молодёжью. Однако Мунтяну готов был на сотрудничество ради противостояния Илиеску.
В итоге Мунтяну посчитал противостояние недостаточно радикальным и порвал с альянсом. Президентом был избран Илиеску. Мэгуряну вскоре отошёл от политики.

## Бизнес и семья
С 1994 Вирджил Мэгуряну — профессор Бухарестского университета, преподаёт политологию и социологию. Вернулся в родное село Джиуртелеку-Хододулуй и занялся предпринимательством — переработкой и консервированием овощей и фруктов, производством черничного сока и алкогольных напитков. Построенная Мэгуряну вилла свидетельствовала об успешном бизнесе. Также он владел частным домом в столице — в своё время здание принадлежало крупному сановнику РКП Василе Патилинецу, после его гибели перешло к главному военному советнику Чаушеску Иону Динкэ, а после революции и ареста Динкэ досталось Мэгуряну.
Однако к концу 2010-х структуры Мэгуряну оказались в долгах на грани банкротства. Виллу пришлось продать с аукциона.
Вирджил Мэгуряну женат, дочь Анка — крупная предпринимательница, замужем за Ионом Биришем, владельцем бизнес-группы LOFT (сервисная инфраструктура). Сын Мариан был акционером Romprest (сервисный бизнес), в 2021 скончался от COVID-19.
В публикациях расследовательской журналистики сообщалось о причастности Вирджила Мэгуряну и членов его семьи к финансовым операциям банка COLUMNA. В схемах участвовали члены семьи Чаушеску, использовались средства со счетов свергнутого диктатора.

## Судебное преследование
В июне 2017 Генеральная прокуратура Румынии предъявила обвинение в преступлениях против человечности, совершённых в июне 1990 при подавлении Голаниады. К судебной ответственности привлечены полтора десятка человек, в том числе экс-президент Ион Илиеску, экс-премьер Петре Роман, экс-вице-премьер Джелу Войкан Войкулеску, шахтёрский вожак Мирон Козма, экс-директор SRI Вирджил Мэгуряну.
Уголовные обвинения Вирджил Мэгуряну категорически отвергает. По его словам, в Голаниаде участвовали не только протестующие демократы, но и иностранные агенты. Однако он признаёт опасной ошибкой подключение к разгону Голаниады «гражданских сил» — шахтёров. Признаёт также, что июньские события 1990 оттолкнули Запад от режима Илиеску.